# غوران دراغوفيتش
غوران دراغوفيتش مواليد 20 أكتوبر 1981 في سراييفو، جمهورية يوغوسلافيا الاشتراكية الاتحادية، هو لاعب كرة قدم بوسني. يلعب كمدافع.

## روابط خارجية
- غوران دراغوفيتش على موقع قاعدة بيانات كرة القدم.إي يو (الإنجليزية)
- غوران دراغوفيتش على موقع Soccerway.com (الإنجليزية)